# Town & Country Haus
Die Town & Country Haus Lizenzgeber GmbH (im Außenauftritt: Town & Country Haus) ist ein Massivhausanbieter und Franchisegeber im Bereich Hausbau mit Sitz in Hörselberg-Hainich, Ortsteil Behringen in Thüringen.
Das Unternehmen befindet sich seit 2022 im Besitz von Benjamin Dawo und Gerrit Michelfelder.

## Franchisekonzept und Geschichte
Das Unternehmen wurde 1997 von Gabriele und Jürgen Dawo gegründet, um Massivhäuser zu mietähnlichen Konditionen anzubieten. Das Konzept sollte hohe Preise durch standardisierte Bauweise vermeiden und verzichtet deshalb weitestgehend auf individuelle Architekturplanung. Zusätzlich sollte Interessenten Ängste, zum Beispiel bei der Finanzierung genommen werden, durch Service-Leistungen wie einem bankenunabhängigen Finanzierungsservice, Unterstützung bei der Grundstückssuche und einem Hausbau-Schutzbrief. Unternehmen und Franchise-Partner hatten 2021 einen Systemumsatz-Auftragseingang von 1.252,9 Mio. Euro. Das Unternehmen selbst führt seinen Erfolg auf seine Serviceleistungen rund um den Hausbau zurück. Town & Country Haus gilt seit 2009 als Deutschlands meistgebautes Markenhaus und hat nach eigenen Angaben zusammen mit mehr als 350 Franchise-Partnern 1000 Mitarbeiter.
Das Unternehmen hat zwei Modelle für Franchise-Partner. Projektabwickler (Franchise-Hausbau) werden Vertragspartner von Endkunden und verantworten Verkauf und Bau der Massivhäuser. Franchise-Partner im Hausverkauf (Franchise-Hausverkauf) betreiben nur den Vertrieb, regionale Werbung und eine Grundstücksbörse. Town & Country Haus hält für seine Franchise-Partner Aus- und Fortbildungsangebote und ein Marketingkonzept für den regionalen Markt bereit und betreibt ein Qualitätsmanagement. Franchise-Partner von Town & Country Haus erhalten ein zugewiesenes Gebiet, also Gebietsschutz.

### Franchise-Hausverkauf
Für eine Eintrittsgebühr von 2.980 € (Stand 2022) gibt es außerdem den Zugang zu Schulungen, Datenbanken, Knowhow-Dokumentationen und Erfahrungsaustausch. Vom Start an erhalten Franchisenehmer eine persönliche StartUp-Betreuung sowie Coachings durch erfahrene Franchise-Partner. Das Unternehmen hat mit der IHK unter anderem die Weiterbildungen Hausverkäufer IHK und Projektmanager Wohnbau geschaffen, die für die Franchise-Partner verpflichtend sind. Die Provisionshöhe ist vom jeweiligen Hauspreis abhängig.

### Franchise-Hausbau
Nach eigenen Angaben beträgt die Eintrittsgebühr 10.000 €. Dafür gibt es Zugang zu Know-how, Schulung, Beratung für Marketing und Unternehmensführung. Beim Start werden 10.000 € an die Town & Country Stiftung gezahlt werden, diese hat verschiedene gemeinnützige Zwecke. Monatlich ist eine Werbegebühr in Höhe von 350 € zu entrichten. Dafür profitiert der Franchise-Partner von verschiedenen Werbemaßnahmen zur Pflege der Marke, wie zum Beispiel Radio-Spots, Gewinnspielaktionen u. v. m. und erhält seitens der Town & Country Zentrale Unterstützung bei eigenen Marketingmaßnahmen.

## Geschäftsmodell
TC bietet einfache, vorgeplante Häuser im preiswerten Segment an, kombiniert mit diversen Sicherheitsversprechen und Inklusivleistungen. Durch Standardisierung und effizienter Gestaltung der Bauprozesse kann TC einen günstigen Preis anbieten. Bauelemente, wie zum Beispiel Treppen oder Türen, und Baustoffe, wie Porenbeton-Steine, werden in wenigen Varianten in großen Mengen von Markenherstellern abgenommen. Außerdem werden die Massivhäuser schlüsselfertig, aber ohne Innenanstrich, Tapeten und Bodenbelag übergeben, weil diese drei Komponenten überdurchschnittlich häufig für kostspielige Reklamationen sorgen. Während andere Massivhausanbieter zunehmend individuellere und damit teurere Häuser anbieten, erlaubt Town & Country Haus in der Regel nur wenig individuelle Sonderwünsche.  TC legt bei seinem Marketing einen großen Wert auf die Vermittlung von Sicherheit, was durch die Abgabe diverser Garantien im Hausbau-Schutzbrief, z. B. Festpreisgarantie, Geld-zurück-Garantie, Bauzeitgarantie oder Baufertigstellungs-Bürgschaft, unterstrichen wird.
Durch das Franchise-Modell werden die Häuser von selbstständigen Town & Country Partnern schlüsselfertig gebaut, die wiederum mit regionalen Handwerken, sogenannten Subunternehmern arbeiten. Dementsprechend gibt es unterschiedliche Erfahrungen in der Ausführung und Baubetreuung. Für einheitliche Qualitätsstandards sorgen TÜV-geprüfte Bau- und Montagevorschriften sowie ein zentrales Qualitätsmanagement der Town & Country Haus Lizenzgeber GmbH Unzufriedene Kunden können sich bei Problemen mit dem regionalen Town & Country Partner an einen zentralen Kundenservice wenden.
Mittels der Online-Umfrage „bau-o-meter“, die TC regelmäßig durch das Marktforschungsinstitut „aproxima Gesellschaft für Markt- und Sozialforschung“ in Weimar erstellen und auswerten lässt, ermittelt TC aktuelle Wünsche potentieller Bauherren und versucht so, frühzeitig auf Trends zu reagieren.

## Auszeichnungen
Town & Country Haus war als einziges Bauunternehmen unter den TOP 100 Arbeitsplatzbeschaffern Deutschlands. TC trägt seit 2009 das Gütesiegel „Geprüftes System nach den Richtlinien des DFV“ des Deutschen Franchise-Verbandes
- Franchise-Geber-Preis (2003)[16][19]
- EKS-Strategiepreis (2004)[16][19]
- dritter Platz beim „Sales Award“ des Handelsblattes (2005)[16][19]
- Deutscher Franchise-Nehmer-Preis 2006
- „Wissensmanager des Jahres 2006“ durch das Impulse und die Commerzbank[16]
- „Strategiepreis 2009“ für Unternehmensgründer Jürgen Dawo.[16]
- „Deutscher Unternehmer Preis 2010“ von den Harvard Clubs of Germany in der Kategorie „Franchise“
- einer der TOP 3 Franchisenehmer 2011[20]
- Deutscher Franchise Preis 2013[21]
- „Green Franchise Award 2013“ des DFV[22]
- TÜV Süd-geprüfte Kundenzufriedenheit (2014)[22]
- „TOP Innovator“ (2014)[22]
- „Hausbau Design Award 2017“ für das Doppelhaus „Aura 136“ in der Kategorie „Moderne Häuser“[22]
- Ehrenpreis des PositionierungsExzellentAwards (2018)[23]
- „Hausbau Design Award 2018“ für den Bungalow 131 in der Kategorie „Bungalows“[24]
- „Hausbau Design Award 2019“ für den Bungalow 110 in der Kategorie „Bungalows“[25]
- „Vorbildlich erfüllte Kundenwünsche“ vom DEUTSCHLANDTEST, IMWF und Focus Money! (2020)
- „Hausbau Design Award 2020“ für den Winkelbungalow 108 in der Kategorie „Bungalows“[26]
- „Vorbildlich erfüllte Kundenwünsche“ vom DEUTSCHLANDTEST, IMWF und Focus Money! (2021)
- Platz 2 beim Test von Service & Erstberatung von Massivhausanbieter 2021 des DtGV[27]
- „Life & Living Award 2021“ vom Deutschen Institut für Service-Qualität (DISQ) und ntv in der Kategorie „Massivhaus“[28]
- „F&C Award Gold“ des Internationalen Centrums für Franchising und Cooperation (2008, 2011, 2013, 2015, 2021)[22]
- „Hausbau Design Award 2021“ für den Bungalow 92 in der Kategorie „Bungalows“

## Sponsoring und Stiftung
Im Jahr 2009 wurde die Town & Country Stiftung von Gabriele und Jürgen Dawo, den Gründern des Franchise-Systems Town & Country Haus ins Leben gerufen. Nach eigenen Angaben basiert die Gründung der Stiftung auf der Motivation, Menschen in Notsituationen zur Seite zu stehen, wenn diese ihr selbstgenutztes Eigenheim zu verlieren drohen. In den vergangenen Jahren erweiterte die Town & Country Stiftung mit Sitz in Erfurt, Thüringen ihren Tätigkeitsbereich. Dazu gehören Förderung von Kinder- und Jugendhilfe, Förderung von Volks- und Berufsbildung, Bauherrenhilfe, Förderung von Kunst und Kultur sowie die Förderung von Bürgerschaftlichen Engagements. Die Town & Country Stiftung setzt ihren Schwerpunkt auf unverschuldet in Not geratene Bauherren, Kinder- und Jugendhilfe sowie Umweltbildung. Mit dem jährlichen Stiftungspreis unterstützt die Stiftung 500 Initiativen, die sich für benachteiligte, kranke oder behinderte Kinder einsetzen. Die Franchise-Partner der Town & Country Haus Lizenzgeber GmbH beteiligen sich an der Finanzierung der Town & Country Stiftung.
Town & Country Haus sponserte 2021 zum ersten Mal den Rennrodel-Weltcup in Oberhof, Thüringen, während das Unternehmen bereits 2020 sowie 2022 als Sponsor für die Handball-Europameisterschaft agiert.